# St. Dionysius (Enger)

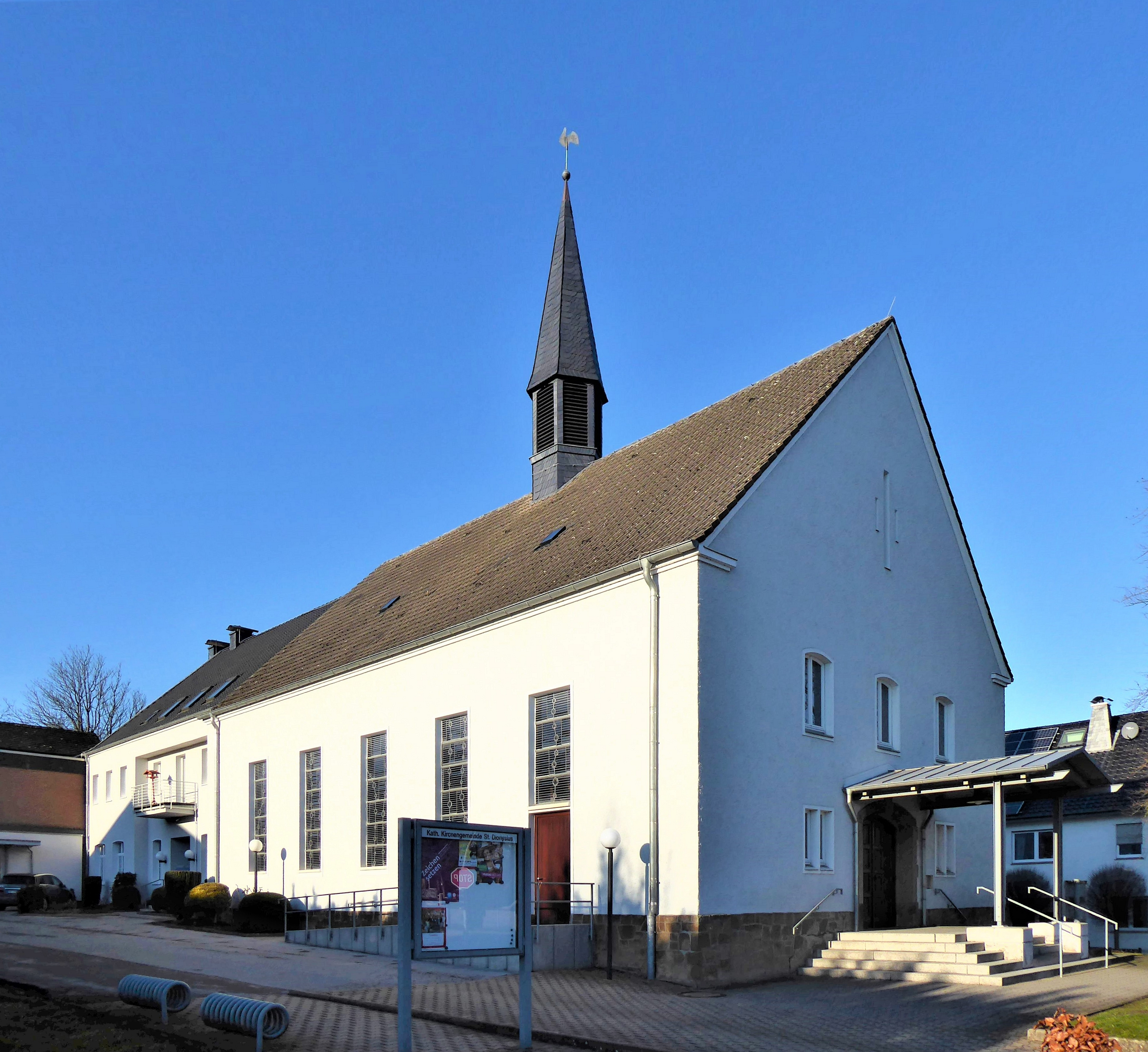
Katholische St.-Dionysius-Kirche in Enger

Die römisch-katholische Kirche St. Dionysius ist die Kirche der katholischen St.-Dionysius-Gemeinde in Enger im Südteil des Hauptortes Enger. Die Adresse der Kirche lautet: Auf der Hafke 2.
Die Kirchengemeinde gehört seit 2019 zu dem „Pastoralen Raum Wittekindsland“ im Erzbistum Paderborn, der sich seit 2016 entwickelt hat. Nach Beteiligung von verschiedenen Gremien und mehreren Gesprächen wurde der pastorale Raum am 3. November 2019 mit der Übergabe der Pastoralvereinbarung am Grab Widukinds in der Stiftskirche im Rahmen eines ökumenischen Gottesdienstes gegründet.
Nicht zu verwechseln ist die Kirche mit der Stiftskirche in Enger, die früher auch St.-Dionysius-Kirche genannt wurde. Diese wird jedoch von der Ev.-luth. Kirchengemeinde Enger genutzt.